# 1210 هـ
1210 هـ هي سنة في التقويم الهجري امتدت مقابلةً في التقويم الميلادي بين سنتي 1795 و1796.

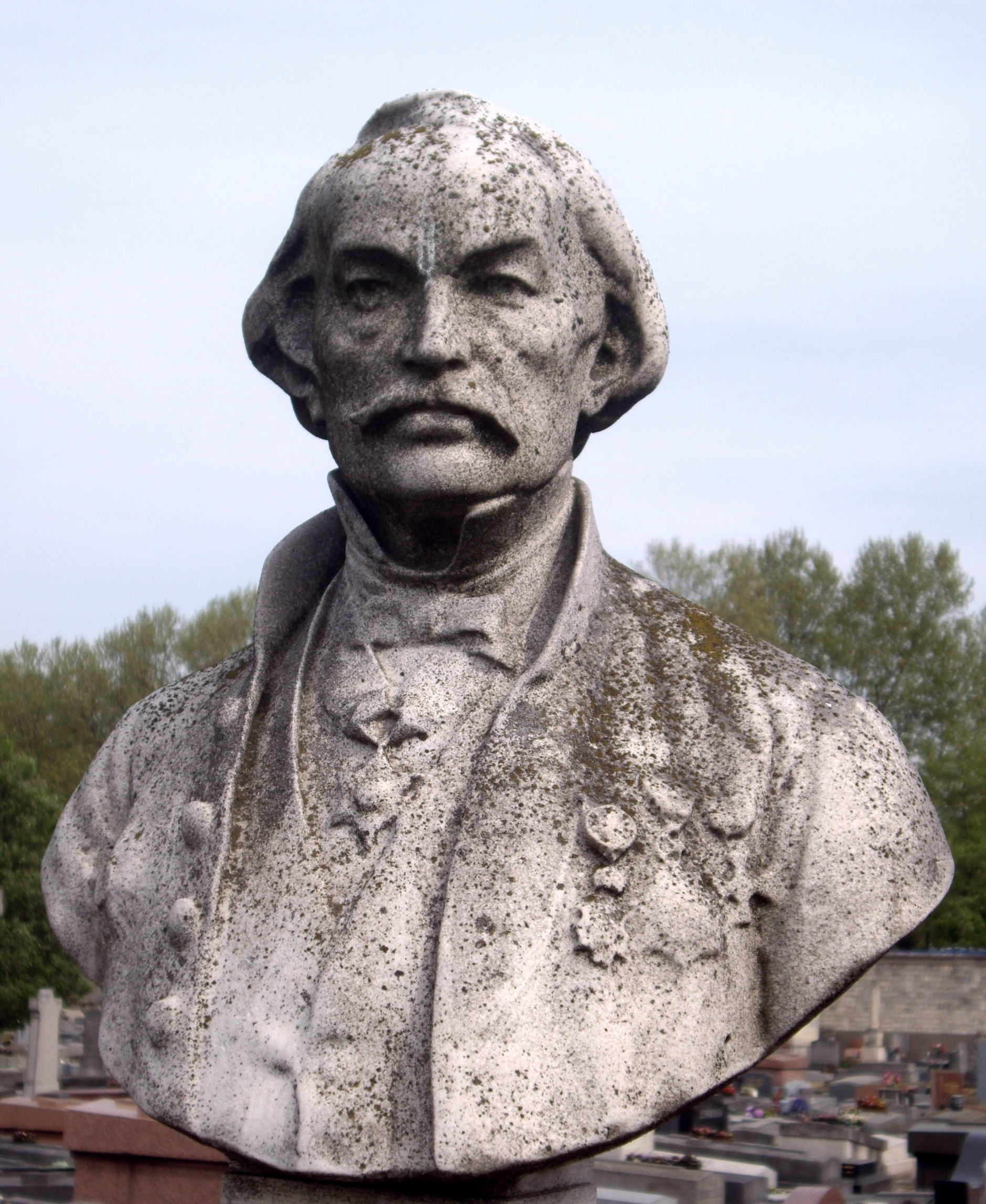
بيبرشتاين كازيمرسكي

## أحداث
- الإمام عبد الله بن سعود يحاصر تربة التي هي مركز استراتيجي هام على مشارف الحجاز.

## مواليد
- بيبرشتاين كازيمرسكي
- جوزيف توسان رينو
- حيدر علي الفيض آبادي

## وفيات
- سليمان بن عبد الوهاب